# Чу Люсян 2: Легенда о Летучей Мыши
«Чу Люсян 2: Легенда о Летучей Мыши» или просто «Легенда о Летучей Мыши» (иер. трад. 楚留香之二蝙蝠傳奇, упр. 楚留香之二蝙蝠传奇, кант.-рус.: Чхо Лау Хён чи и: Пинь Фук чхюнь кэй, англ. Legend of the Bat) — гонконгский художественный фильм, режиссёром которого выступил Чу Юань. Второй фильм из трилогии о Чу Люсяне: первый фильм серии — «Чу Люсян» (1977), последний — «Чу Люсян: Деревня Призраков» (1982).

## Сюжет
Герой боевого мира Чу Люсян и его союзник, наёмник-профессионал, Идяньхун становятся свидетелями кораблекрушения и встречают мастера Фумэй. Они также выясняют, что отряд хорошо обученных воинов убит на собрании в особняке Сымин. Единственный оставшийся в живых — человек по имени Юань Суйфэн, потерявший память после тяжёлых ранений. Компания людей узнаёт об острове Летучей Мыши, где каждый может купить всё, что захочет, если у него есть деньги. Люсян и его друзья отправляются туда за ответами. Тем не менее, они не единственные направляющиеся в то место: Ли Юйхань вместе со своей женой, Лю Момэй, пребывают в поисках лекарства; Цзинь Линчжи хочет разыскать своего отца; отряд императорских стражей должны арестовать главного на острове, Летучую Мышь.

## В ролях
| Актёр       | Оригинальное имя персонажа | Кантонское чтение | Чтение на путунхуа |
| ----------- | -------------------------- | ----------------- | ------------------ |
| Ти Лун      | 楚留香                     | Чхо Лаухён        | Чу Люсян           |
| Лин Юнь     | 一點紅                     | Яттимхун          | Идяньхун           |
| Лю Юн       | 原隨風                     | Юнь Чхёйфун       | Юань Суйфэн        |
| Цзин Ли     | 柳無眉                     | Лау Моумэй        | Лю Момэй           |
| Юэ Хуа      | 李玉函                     | Лэй Юкхам         | Ли Юйхань          |
| Вон Чун     | 勾子長                     | Кау Чичён         | Гоу Цзычан         |
| Кэндис Ю    | 金靈芝                     | Кам Линчи         | Цзинь Линчжи       |
| Дерек И     | 原隨雲                     | Юнь Чхёйвань      | Юань Суйюнь        |
| Ку Куньчун  | 丁楓                       | Тин Фун           | Дин Фэн            |
| Норман Чхёй | 向飛天                     | Хён Фэйтхинь      | Сян Фэйтянь        |
| Нгай Фэй    | 龍五                       | Лун Нг            | Лун У              |
| Чань Сикай  | 李紅袖                     | Лэй Хунчау        | Ли Хунсю           |
| Чжуан Ли    | 宋甜兒                     | Сун Тхимъи        | Сун Тяньэр         |
| Лю Хуэйлин  | 高亞男                     | Коу Анам          | Гао Янань          |

## Кассовые сборы
Гонконгская премьера картины состоялась 7 августа 1978 года. По результатам двенадцати дней кинопроката лента собрала 1 514 997,3 HK$.

## Отзывы
Кинокритик Эндрю Сароч с ресурса Far East Films дал сдержанную оценку фильму (3,5 звезды из 5 возможных) и заключил:
«Легенда о Летучей Мыши» страдает от таких же проблем, что и её предшественник, заключающихся в её вызывающих головную боль твистах и поворотах.